# Lill-Gäddtjärnen (Undersåkers socken, Jämtland)
Lill-Gäddtjärnen är en sjö i Åre kommun i Jämtland och ingår i Indalsälvens huvudavrinningsområde.